# Colobe bai à mains noires
Piliocolobus tholloni
Espèce
Statut CITES
Le Colobe bai à mains noires (Piliocolobus tholloni) est une espèce qui fait partie des Primates. Ce singe est un colobe de la famille des Cercopithecidae.